# سیمونه مارینو
سیمونه مارینو (زادهٔ ۸ دسامبر ۱۹۹۶) یک کاراته‌کا ایتالیایی است. او در مسابقات جهانی کاراته ۲۰۲۱ که در دبی، امارات متحده عربی برگزار شد، در ماده ۸۴+ کیلوگرم مردان مدال نقره را به دست آورد. وی در سال ۲۰۱۷ در مسابقات کاراته قهرمانی اروپا که در شهر ازمیت ترکیه برگزار شد، در وزن ۸۴+ کیلوگرم مردان مدال طلا را به دست آورد. او در بازی‌های مدیترانه‌ای ۲۰۱۸ که در تاراگونا اسپانیا برگزار شد، در وزن ۸۴+ کیلوگرم کومیته مردان شرکت کرد.